# Reggimento guardie
Nacque nel 1659 per ordine del duca di Savoia Carlo Emanuele II, che istituì il primo reggimento stabile tra tutti i pari stati europei. 
Il Reggimento era stato costituito per la difesa personale del duca. Esso era appunto la guardia personale del duca in battaglia, da non confondere con gli "Archibugieri Guardie della Porta" e le "guardie del corpo" che erano le guardie di palazzo.
Per quanto riguarda l'utilizzo bellico, il Reggimento ha partecipato assiduamente a tutte le guerre e a numerose battaglie (le più famose sono assedio di Torino del 1706 e battaglia dell'Assietta).
È risaputo che i Reggimenti guardie erano i più esperti e preparati; ciò comportava non solo un impatto sul nemico rilevante ma, a volte, poteva anche significare l'ultima risorsa di difesa. Infatti il reggimento guardie (in generale, non so durante il disastroso contrattacco condotto insieme al Reggimento Saluzzo (anch'esso sbandato) alla battaglia di Pietralunga. 
Dal 1685 il reggimento riceve 6 granatieri per compagnia, i quali successivamente vengono riuniti in una compagnia separata, tuttavia non va confusa col reggimento stesso che solamente con la Restaurazione divenne di soli granatieri e fu rinominato Granatieri guardie.
A questo reggimento risalgono le origini dei granatieri italiani.

## Storia

Fuciliere del 1734

Bandiera colonnella del Reggimento Guardie nel 1790 circa.

Il Reggimento delle guardie reali venne creato nel 1659 dal duca Carlo Emanuele II di Savoia che proseguendo e affermando le riforme militari iniziate da Emanuele Filiberto, volle la costituzione di un esercito permanente di pace, come nucleo dell'esercito di guerra.
Nel 1664 il reggimento guardie fu dichiarato il primo e il più anziano della fanteria d'ordinanza ed ebbe speciali privilegi, che conservò sino al 1852, tra cui quello di montare la guardia al palazzo del principe.

Durante le campagne del 1796 del Piemonte contro la Repubblica Francese, furono formati battaglioni granatieri, riunendo le compagnie dei vecchi reggimenti, e vari reggimenti (cinque nel 1796), riunendo i battaglioni a due a due. All'atto della ricostituzione delle forze militari piemontesi, che tra il 1798 e il 1814 erano state variamente sciolte e incorporate in quelle francesi, il re Vittorio Emanuele I ricostituì, tra l'estate 1813 e l'inizio del 1815, il Reggimento delle "Guardie", assumendone il comando.

Bandiera colonnella del Reggimento Guardie nel 1670 circa.

Dopo la campagna del 1815 contro la Francia il reggimento divenne "Brigata Guardie", in quanto destinato a formare una brigata di due reggimenti nell'eventualità di guerra. Nel gennaio 1816 la brigata guardie assorbì tutti i granatieri dell'esercito sardo; il sovrano estese a tutti i suoi componenti il titolo onorifico di "granatieri" e la brigata assunse la denominazione di "brigata Granatieri Guardie". Nel gennaio 1831, a seguito del riordino dell'Arma di fanteria definito poi dall'ordinamento del 25 ottobre 1831, le brigate di fanteria furono costituite permanentemente su due reggimenti, la brigata "Granatieri Guardie" non venne sdoppiata e all'unico reggimento di cui era costituita denominato "Reggimento granatieri", venne aggregato il reggimento "Cacciatori Guardie"; i due reggimenti costituirono la Brigata "Guardie". Il reggimento "Cacciatori Guardie" era stato costituito il 13 luglio 1744 dal patrizio sardo don Bernardino Antonio Genovese, duca di San Pietro, e incorporato nell'esercito piemontese col nome di "Reggimento di Sardegna", che durante il periodo napoleonico era rimasto l'unico a disposizione di casa Savoia, perché è stato l'unico a sfuggire allo scioglimento, grazie alla sua dislocazione in Sardegna.

Bandiera d'ordinanza del Reggimento Guardie nel periodo di Carlo Emanuele III.

## L'uniforme
1671
In un documento, datato postumo dalla fondazione (1702), un sarto di Torino elenca i materiali e i tessuti per completare la divisa.
Si riportano di seguito gli oggetti che ogni soldato aveva in dotazione:
- cappello a tricorno di feltro nero e senza simbologia alcuna (arriverà nel 1700 un fiocco "come coccarda");
- una cravatta bianca;
- una veste blu lunga fino alle ginocchia;
- un giustacorpo blu savoia e rosso scarlatto(nel documento si parla di "Panno d'Ormea di 2^ sorte(Blu-Scarlatto)" e di "Saglia di Biella"), con una fila a destra di bottoni di ottone indorato (foglio di rivestimento in argento o altro materiale), per i soldati, e d'oro puro, per gli ufficiali; i risvolti delle maniche rossi, come l'interno del giustacorpo, dove si possono notare 3 bottoni per paramano;
- calze (pantaloncini) rossi come le calzette;
- calzette rosse scarlatto (altri documenti invece dicono in blu-bianco) arrivanti fin sopra le ginocchia;
- scarpe in puro cuoio di buffalo con tacco e senza distinzione destra o sinistra;
- bandoliera in bufalo o in "vacca di Russia";
- bretella porta-fiaschetta o porta-borsa in buffalo;

1731
Si adottano le seguenti modifiche:
- al posto delle calzette ora ci sono ghette bianche fino sopra le ginocchia;
- calzoncini rossi;
- cravatta rossa;
- si piegano le code del giustacorpo;

1741
- la bottoneria diventa totalmente dorata anche per i soldati e con alamari anch'esso del medesimo colore;
- la veste diventa da blu a rossa come il giustacorpo all'interno.

## L'uniforme da granatiere

Granatieri del reggimento nel 1747

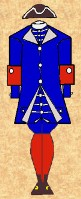
Questa è la divisa del 1701, secondo una ricostruzione approssimata di G. Cavalieri

Nel 1685 il Duca Vittorio Amedeo II di Savoia istituì, sulla scia dell'invenzione di piccole granate a mano atte al lancio individuale, la specialità dei soldati "granatieri", soldati specializzati nel lancio delle granate, precedendo le colonne d'attacco, assegnando ad ogni compagnia del reggimento sei soldati incaricati di lanciare allo scoperto le granate.
Nel 1685 venne assegnata una compagnia di granatieri per reggimento e nel 1696 una compagnia per ogni battaglione di fanteria d'ordinanza. Per ottenere che le granate venissero lanciate alla maggiore distanza possibile, venivano scelti come granatieri uomini più forti e più alti della media, requisito mantenuto per tradizione, anche quando cadde l'uso del lancio delle granate a mano.
I granatieri, per effettuare l'operazione del lancio delle granate, mettevano il fucile a tracolla in modo da avere entrambe le mani libere, perciò fin dalla loro creazione furono dotati di un copricapo detto "bonetto" (in piemontese bònet), simile ad un berretto da notte e usato dalla fanteria come berretto da fatica, che non ostacolasse questo movimento. In seguito il bonetto venne ornato con una striscia di pelle d'orso o volpe e rimase in uso in questa forma dall'inizio del Settecento fino al 1750 quando venne sostituito da un berrettone alto di pelliccia d'orso che nel 1774 venne guarnito con una piastra d'ottone raffigurante lo stemma del reggimento. Oltre che per il copricapo inizialmente i granatieri si distinguevano perché erano dotati di un'ascia, di una corta spada ricurva detta "sabro" (piemontese: sabèr, derivato dal francese "sabre" = sciabola) e dal coprimiccia (un tubetto di ottone che proteggeva la miccia usata per innescare le granate) portato appeso alla bandoliera. L'ascia cadde presto in disuso ma rimase ai caporali fino alla metà del Settecento, il coprimiccia rimase invece in uso per tutto il secolo, anche quando l'uso delle granate venne abbandonato esso rimase come simbolo distintivo di questi soldati d'élite. L'ultimo elemento distintivo riguarda l'uniforme dei sergenti che ebbero il bordo delle bandoliera dorato fino a quando nel 1750 divenne bianca per tutti.

## Gli ufficiali
Gli ufficiali non ebbero l'uniforme fino al 1750, quando ricevettero un'uniforme simile a quella della truppa ma confezionata a proprie spese con stoffe di migliore qualità e spesso modificata secondo il gusto personale trasgredendo ai regolamenti. A partire dal 1750 furono anche regolamentate le sciarpe azzurre, che prima d'allora erano l'unico distintivo di grado, ma solo a partire dal 1774 vennero introdotti dei veri e propri distintivi di grado per tutti gli ufficiali oltre alle sciarpe.